# Point de félicité (alimentation)
Dans la formulation de produits alimentaires industriels, le point de félicité est le niveau d'un ingrédient (tel que le sel, le sucre ou le gras) qui optimise le plaisir gustatif. 
Cette notion a été introduite par le psychophysicien et chercheur en marketing américain Howard Moskowitz, connu pour ses travaux sur des produits allant des sauces spaghetti aux sodas. Moskowitz décrit le point de félicité comme « ce profil sensoriel où vous aimez le mieux l'aliment ».
Le point de félicité pour le sel, le sucre ou les lipides est le niveau où le consommateur ressent qu'il n'y en a ni trop ni trop peu et qui optimise donc son ressenti en bouche.
Le corps humain a évolué pour favoriser les aliments qui lui sont le plus favorables : le circuit de la récompense est activé, sous l'effet de la dopamine, par certains stimuli (goûts, arômes, tactiles) de manière que l'on ait envie de renouveler l'expérience. Sel, gras et sucre activent ainsi de façon synergique le circuit de la récompense. L'industrie agroalimentaire cherche à optimiser le plaisir ressenti par le consommateur en jouant sur ces ingrédients de base, indépendamment de leur intérêt nutritionnel.